# Thabang Monare
Thabang Amod Monare (Embalenhle, 16 settembre 1989) è un calciatore sudafricano, centrocampista del Sekhukhune United e della nazionale sudafricana.

## Carriera

### Nazionale
Nel 2024 è stato convocato per la Coppa d'Africa.

## Statistiche

### Cronologia presenze e reti in nazionale
| Cronologia completa delle presenze e delle reti in nazionale ― Sudafrica | Cronologia completa delle presenze e delle reti in nazionale ― Sudafrica | Cronologia completa delle presenze e delle reti in nazionale ― Sudafrica | Cronologia completa delle presenze e delle reti in nazionale ― Sudafrica | Cronologia completa delle presenze e delle reti in nazionale ― Sudafrica | Cronologia completa delle presenze e delle reti in nazionale ― Sudafrica | Cronologia completa delle presenze e delle reti in nazionale ― Sudafrica | Cronologia completa delle presenze e delle reti in nazionale ― Sudafrica |
| Data                                                                     | Città                                                                    | In casa                                                                  | Risultato                                                                | Ospiti                                                                   | Competizione                                                             | Reti                                                                     | Note                                                                     |
| ------------------------------------------------------------------------ | ------------------------------------------------------------------------ | ------------------------------------------------------------------------ | ------------------------------------------------------------------------ | ------------------------------------------------------------------------ | ------------------------------------------------------------------------ | ------------------------------------------------------------------------ | ------------------------------------------------------------------------ |
| 5-7-2015                                                                 | Belle Vue Harel                                                          | Mauritius                                                                | 0 – 2                                                                    | Sudafrica                                                                | Qual. CHAN 2016                                                          | -                                                                        | 86’                                                                      |
| 28-3-2021                                                                | Omdurman                                                                 | Sudan                                                                    | 2 – 0                                                                    | Sudafrica                                                                | Qual. Coppa d'Africa 2021                                                | -                                                                        |                                                                          |
| 25-3-2022                                                                | Courtrai                                                                 | Sudafrica                                                                | 0 – 0                                                                    | Guinea                                                                   | Amichevole                                                               | -                                                                        | 71’                                                                      |
| 29-3-2022                                                                | Villeneuve-d'Ascq                                                        | Francia                                                                  | 5 – 0                                                                    | Sudafrica                                                                | Amichevole                                                               | -                                                                        | 66’                                                                      |
| 10-1-2024                                                                | Pretoria                                                                 | Sudafrica                                                                | 1 – 0                                                                    | Lesotho                                                                  | Amichevole                                                               | -                                                                        | 46’                                                                      |
| 21-1-2024                                                                | Korhogo                                                                  | Sudafrica                                                                | 4 – 0                                                                    | Namibia                                                                  | Coppa d'Africa 2023 - 1º turno                                           | -                                                                        | 70’                                                                      |
| 24-1-2024                                                                | Korhogo                                                                  | Sudafrica                                                                | 0 – 0                                                                    | Tunisia                                                                  | Coppa d'Africa 2023 - 1º turno                                           | -                                                                        | 80’                                                                      |
| 30-1-2024                                                                | San-Pédro                                                                | Marocco                                                                  | 0 – 2                                                                    | Sudafrica                                                                | Coppa d'Africa 2023 - Ottavi di finale                                   | -                                                                        | 87’                                                                      |
| 10-2-2024                                                                | Abidjan                                                                  | Sudafrica                                                                | 0 – 0 (6 – 5 dtr)                                                        | RD del Congo                                                             | Coppa d'Africa 2023 - Finale 3º posto                                    | -                                                                        | 58’                                                                      |
| 21-3-2024                                                                | Annaba                                                                   | Andorra                                                                  | 1 – 1                                                                    | Sudafrica                                                                | Amichevole                                                               | -                                                                        | 46’                                                                      |
| 26-3-2024                                                                | Baraki                                                                   | Algeria                                                                  | 3 – 3                                                                    | Sudafrica                                                                | Amichevole                                                               | -                                                                        | 63’                                                                      |
| Totale                                                                   |                                                                          | Presenze                                                                 | 11                                                                       |                                                                          | Reti                                                                     | 0                                                                        |                                                                          |

## Palmarès

### Club

#### Competizioni nazionali
- Campionato sudafricano: 1

Bidvest Wits: 2016-2017
- Coppa del Sudafrica: 1

Orlando Pirates: 2023
- Coppa di Lega sudafricana: 1

Bidvest Wits: 2017
- MTN 8: 4

Bidvest Wits: 2016
Orlando Pirates: 2020, 2022, 2023